# 寺越武志
寺越 武志（てらこし たけし、1949年9月21日 - ）は、日本人男性。朝鮮民主主義人民共和国で金 英浩（キム・ヨンホ）という名前で生活している。寺越武志を含む3人が沖へ漁に出たまま行方不明になり、後に北朝鮮で生存していた事実が確認された事件を寺越事件という。同事件は、このときの漁船の名から清丸事件とも称する。

## 人物・略歴
寺越武志は、1949年（昭和24年）9月21日、石川県羽咋郡志賀町で寺越太左衛門（1921年生まれ）・寺越友枝（1931年生まれ）の長男として生まれた。武志の祖父、寺越嘉太郎には11人の子（五男六女）がおり、1番上が長男の太左衛門、2番目が次男の昭二、4番目が次女の豊子、外雄は9番目の四男であった。

### 失踪
1963年（昭和38年）5月11日（土曜日）、中学校に入学して間もない13歳の寺越武志は、叔父の寺越昭二（当時36歳）、寺越外雄（当時24歳）とともに小型漁船「清丸」で能登半島沖へメバル漁に出たまま行方不明になった。昭二は結婚しており、妻トシ子とのあいだに昭男（当時13歳）、政男（12歳）、美津夫（10歳）の3人の子どもがあった。武志の従兄弟の昭男は、その日の朝、父に漁船に乗せてもらう約束をしていた。武志は学校から帰ると昼食をすませ、すぐに「清丸」に乗り込んだ。
「清丸」は5月11日の午後1時ころに高浜港を出港し、北よりの富来町（現、志賀町）福浦港に立ち寄った後、午後4時ころ福浦の沖400メートルに刺し網を入れた。そこまでは周囲からも確認されており、夜遅くには高浜港に帰港する予定だったが、その日は帰らず、翌朝、高浜港の沖合い7キロメートルの海上を漁船だけが漂流しているところを発見された。購入して間もない「清丸」左舷には他の船に衝突されてできたような損傷があり、塗料も付着していた。転覆やエンジン故障の痕跡はなかった。網は仕掛けられたままとなっており、人間だけが忽然と消えたのである。寺越嘉太郎は、その日のうちに昭二・外雄・武志の3人の捜査依頼を羽咋警察署に出した。1週間におよぶ海上保安庁や地元漁協の捜索にもかかわらず3人の遺体は発見されず、消息もつかめないまま戸籍上「死亡（遭難死）」として扱われた。3人は海に投げ出されて死亡したものとみなされた。捜索が打ち切られて間もなく、寺越家では3人の葬儀が執り行われた。

### 父母との再会
失踪から24年目の1987年（昭和62年）1月22日、死んでいると思われていた寺越外雄から姉豊子（嘉太郎の次女）の嫁ぎ先に突然手紙がとどいた。罫線のないわら半紙にボールペンで書かれていた手紙には、3人は失踪後、北朝鮮で暮らすようになったこと、自身は北朝鮮で家庭をもち、2人の子があること、外雄の北朝鮮での住所、「金哲浩（キム・チョルホ）」という北朝鮮での名前が記されてあった。豊子の夫はすぐにこれに返信し、本当に外雄本人なのかどうか確定させるための質問も盛り込んだ。外雄の返信により、間違いなく外雄の北朝鮮での生存が確認された。外雄の手紙によれば、武志は生存し、結婚して子どももいるが、昭二は北朝鮮に来てから5年後に亡くなったという。
世間にはなるべく内緒にしながら日本の寺越家と北朝鮮の外雄とのあいだで手紙のやりとりが続いたが、外雄からの手紙は金品を送ってくれという内容ばかりが目立つようになった。一方、武志の母友枝は1人で奔走して1987年8月、当時の日本社会党訪朝団に同行して初の平壌入りを果たし、外雄・武志と24年ぶりの再会を果たした。すっかり変わってしまった武志に会った友枝は、髪をかきあげてもらって額を確かめた。すると、まぎれもなく武志が小さいときにバットがあたった傷跡が残っていた。友枝の目からは涙があふれた。喜びの再会であったが、平壌滞在中に友枝が何気なく「母ちゃんに会えなくてつらかったやろ」と聞いたときに武志が「神子原のばあちゃんに会いたかった」と答えたことには内心大きな衝撃を受けた。武志が幼いころ家が貧しくて欲しいものも買ってやれず、小さいときから働かせてしまったこと、19歳で母親となった自分は未熟で、何もしてあげられないうちに13歳の息子と離れ離れになってしまったことが悔やまれた。「遭難」の件について、友枝が武志に尋ねると、「もう忘れた。母さんもそのことは聞かないでくれ。これからのことだけを考えて生きていこうよ」と答えを避けた。
その後、友枝は夫寺越太左衛門をともなって北朝鮮に再び渡り、何度か武志・外雄と会った。しかし、それは親子の自由な面会といえるものではなく、招待状を出してもらい、北朝鮮当局の「特別な配慮」に対する感謝の言葉を述べ、当局に何度も頭を下げ続けた結果、やっと監視つきで面会が許されるというものであった。遭難であれ、拉致であれ、武志はみずから望んで北朝鮮に渡ったわけではない、息子を日本人として一時帰国でいいから日本に帰したい、そのように願う友枝に対し、朝日放送テレビ（ABC TV）のディレクター西田治彦は1997年（平成9年）5月9日、友枝と同行して海上保安庁を訪れ、武志の死亡認定を取り消すよう要請した。このようすはテレビ放送されて、事態は大きく動いていった。
1997年6月3日、石川県は武志の一時帰国実現を日本政府に対して要請する方針を決定した。6月27日、石川県議会は武志の戸籍回復と一時帰国を求める意見書を全会一致で可決した。同日、武志の死亡は取り消され、7月1日、武志は金沢市を本籍として戸籍を回復し、彼は再び法的に「日本国民」となった。7月31日、母の寺越友枝が東京におもむいて外務省を訪問し、そこで「日本人妻より先に息子さん（武志）を帰国させる」との言質を得た。9月4日、武志は以下のような「談話」を発表した。
以後、友枝は彼に会うために数ヶ月に1度の割合で訪朝するようになった。武志は、1998年1月、突然「職業同盟」の平壌市副委員長という大幹部に抜擢され、地方都市から首都平壌への豪華アパートに引っ越しすることとなった。父の太左衛門は2001年7月に訪朝した際そのまま北朝鮮に留まり、武志一家と平壌市内で生活した。寺越武志は自らの失踪について、「自分は拉致されたのではなく、北朝鮮の漁船に助けられた」と話し、拉致疑惑を否定している。そのため、日本政府が認定する「拉致被害者」には含まれない。
2002年（平成14年）10月3日、武志は朝鮮労働党員及び労働団体の代表団の副団長として「来日」し、石川県の生家にも宿泊した。この来日は拉致被害者5人（地村保志・富貴恵夫妻、蓮池薫・祐木子夫妻、曽我ひとみ）が帰国する12日前であったが、日本政府と与党（自民党と公明党）関係者の出迎えはなかった。帰国が近づいた頃、母親が「お前は日本人なんだから日本のパスポートを持つべき」と問いかけたところ、「私は（朝鮮民主主義人民）共和国の人間です。金正日将軍様の配慮で何不自由なく暮らしています」と話し、日本のパスポート所持を拒否した。「13で北朝鮮に行ったとき、本当に親が恋しかった。いま自分には子供がいる。子供に自分と同じ思いを味わわせたくない。自分は子供を捨てることはできません」、武志は母にそう語った。
武志と一緒に行方不明になった外雄は1994年（平成6年）に平安北道亀城市で死亡している。武志と外雄は北朝鮮入国後しばらく亀城にいて、武志は工作機械工場の溶接工、外雄は旋盤工としてはたらいていた。昭二については、外雄の手紙をもとに1968年（昭和43年）に清津で「酒盛りをした翌日、ベッドから転落して死んでいた」。太左衛門は2008年（平成20年）1月12日、平壌市の武志宅にて86歳で死去した。
2011年現在、寺越武志は朝鮮労働党員。平壌市職業総同盟副委員長。北朝鮮人の女性と結婚し、子供も3人いる。2018年現在糖尿病を患っているという。母の友枝は2018年を最後に60回以上訪朝していたが、2024年2月25日に呼吸不全で死去した。母の死後、3月5日に妹に国際電話で連絡してきて「大変苦労をかけた。申し訳ない」と語ったという。母の最期の様子などを伝えると「兄として何もできず悔しい」と話していた。

### 当時について
北朝鮮の土を踏んだのは咸鏡北道清津であった。
2013年5月17日、「救う会」（北朝鮮に拉致された日本人を救出するための全国協議会）の会長と昭二の親族が、拉致担当大臣に「寺越事件に関する要望書」を提出、北朝鮮による拉致事件として真相究明を要請した。拉致担当大臣は「安倍内閣として政府の拉致認定の有無にかかわらず、全員救出する方針だ。その中に寺越事件も含まれる」との見解を示した。

## 著書
- 『人情の海』（朝鮮語、2001年、平壌出版社）

## 演じた人物
- 『封印された「拉致」 海に消えた真実 〜母・寺越友枝 愛の戦い41年〜』2004年9月24日（フジテレビ） - 演:杉本哲太[15]